# Rainbow (álbum de Johnny Cash)
Rainbow es el trigesimosegundo álbum del cantante country Johnny Cash lanzado en 1985 bajo el sello disquero Columbia. Del disco destacan canciones como "I'm Leaving Now" la cual aparece 15 años más tarde para el CD de Cash American III: Solitary Man, la canción salió como un sencillo publicitario pero no consiguió mucho éxito, otra de las canciones es "Here Comes That Rainbow Again" (Cover de Kris Kristofferson) la cual apareio también en un CD de 1995 junto con Kristofferson, Willie Nelson y Waylon Jennings también conocidos como The Highwaymen llamado The Road Goes on Forever, Kris fue el único que canto junto a Cash en esta canción para este CD. El álbum también incluye la versión de la canción "Have You Ever Seen the Rain?" del grupo Creedence Clearwater Revival del álbum Pendulum y la canción "Love Me Like You Used To" la cual fue grabada después por la cantante country Tanya Tucker (la convirtió en un éxito).

Después del lanzamiento de este CD y un dueto con Jennings en 1986, Cash renuncia al sello Columbia y se cambia a Mercury dado que Columbia perdió el interés por la música de Cash.

## Canciones
1. I'm Leaving Now - 2:21 
(Cash)
2. Here Comes That Rainbow Again - 2:53 
(Kris Kristofferson)
3. They're All the Same - 3:13 
(Willie Nelson)
4. Easy Street - 2:50 
(Bobby Emmons y Chips Moman)
5. Have You Ever Seen the Rain? - 2:33 
(John Fogerty)
6. You Beat All I Ever Saw (con Waylon Jennings) - 3:00 
(Cash)
7. Unwed Fathers - 3:17 
(Bobby Braddock y John Prine)
8. Love Me Like You Used To - 2:47 
(Paul Davis y Emmons)
9. Casey's Last Ride - 3:22 
(Kristofferson)
10. Borderline - 3:00 
(Emmons y Moman)